# ريتشارد كرامر
ريتشارد كرامر (بالإنجليزية: Richard Kramer)‏‏ (21 أبريل 1952 - )؛ روائي، وكاتب سيناريو من الولايات المتحدة.

## روابط خارجية
- ريتشارد كرامر على موقع IMDb (الإنجليزية)
- ريتشارد كرامر على موقع قاعدة بيانات الفيلم (الإنجليزية)